# Чахалян, Ваагн
Ваагн Чахалян (з.-арм. Վահագն Չախալեան, в совр. орф. Վահագն Չախալյան [Ваһакн Чахалян]) — армянский общественно-политический деятель региона Самцхе-Джавахети, Грузия.

## Биография
В 2001 году основал неправительственную организацию «Молодёжный спортивно-культурный союз Джавахка», в 2005 году стал один из основателей политической организации «Единый Джавахк». Известен своей деятельностью по защите прав армянского населения Грузии. Последовательно критикует политику грузинских властей в отношении армян Джавахетии. 
21 июля 2008 года Ваагн Чахалян был арестован грузинской полицией а в апреле 2009 года был осужден грузинскими властями на 10 лет лишения свободы по совокупности обвинений «в хранении оружия» и «организации массовых мероприятий, нарушающих общественный порядок». Также, его отец и несовершеннолетний брат были приговорены к уплате высокого штрафа «за приобретение и владение оружием». 

### Арест
Эксперт Европейского центра по правам меньшинств Джонатан Уитли, принимая во внимание время, прошедшее после «преступлений» инкриминируемых джавахкскому политическому деятелю (все обвинения, кроме одного датировались 2005—2006 годами) и его арестом в июле 2008 года, расценил эти события, как попытку правительства подавить движение «Объединенный Джавахк». По заявлению правозащитных организаций Международная федерация прав человека (FIDH), Центр прав человека (HRIDC), Институт гражданского общества (CSI) судебный процесс в отношении Чахаляна прошёл с многочисленными нарушениями. Помимо процедурных нарушений, Министерство юстиции Грузии безо всяких причин отказало Чахаляну в праве получить адвоката по собственному усмотрению.  30 октября 2009 года апелляционный суд Грузии оставил приговор в отношении Чахаляна без изменений.
Приговор в отношении Ваагна Чахаляна и членов его семьи получил широкий резонанс в Армении и в армянской диаспоре. Общественно-политическими кругами Армении и армянской диаспоры он расценивается как «несправедливый» и «основанный на сфабрикованных обвинениях». Ряд армянских неправительственных организаций, армянских и европейских парламентариев приняли заявления и предприняли определенные шаги в защиту джавахкского деятеля. 14 и 28 апреля 2009 года перед посольством Грузии в Париже прошли акции протеста с требованием освободить Ваагна Чахаляна, организованные Координационным советом армянских организаций Франции. В Армении был сформирован Комитет интеллигенции в защиту Ваагна Чахаляна, который в январе 2011 года выступил с призывам к президентам Армении и Грузии освободить Чахаляна. 
В феврале 2010 году вышла в свет его книга «Тюремно-политические записки» (на армянском языке).

### Освобождение
24 января 2013 года Ваагн Чахалян был освобожден в рамках широкомасштабной амнистии, объявленной в Грузии пришедшей к власти партией "Грузинская мечта". Освобождение Чахаляна вызвало резкую критику президента Грузии Михаила Саакашвили и бывшего премьер-министра Вано Мерабишвили.

## Внешние ссылки
- Подборка новостей о Ваагнe Чахаляне на сайте ИА РЕГНУМ (недоступная ссылка)
- Ваагн Чахалян: Судьба армянского патриота (недоступная ссылка)